# 灵山卫城

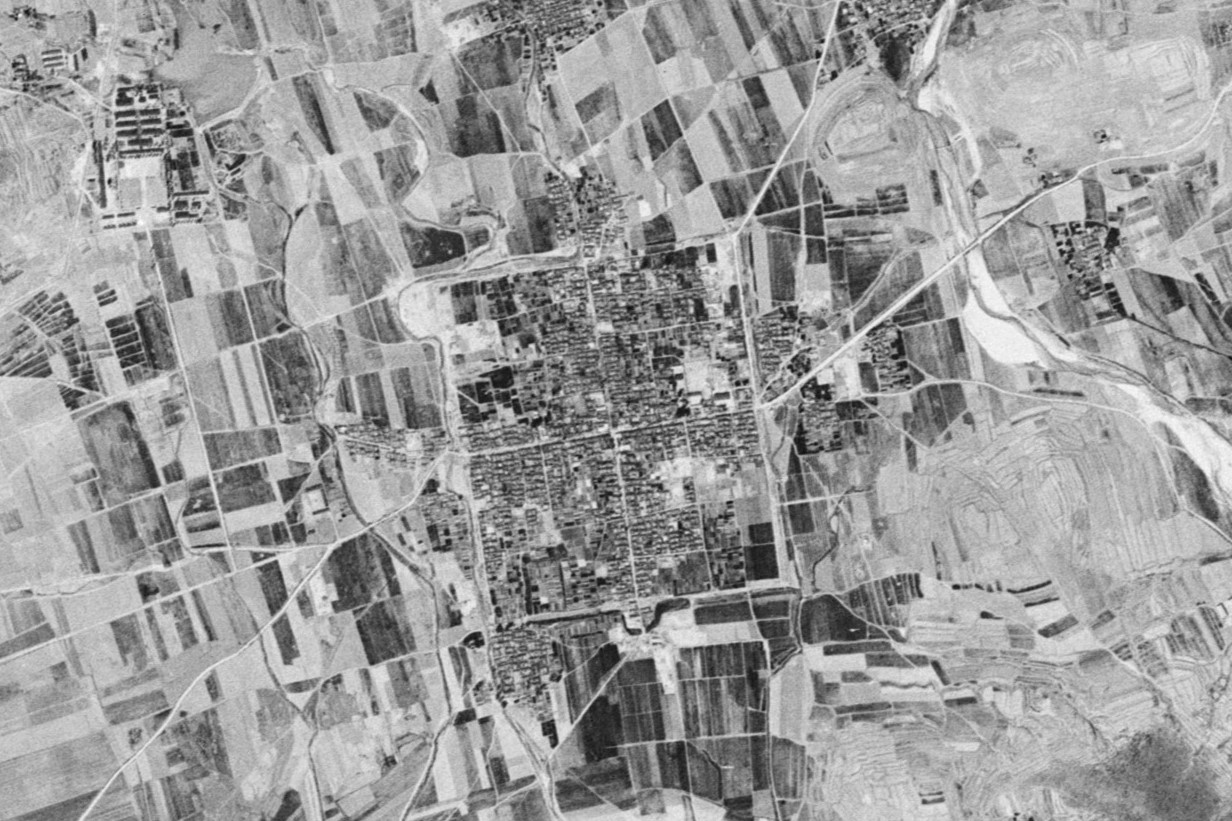
灵山卫卫星影像，美国侦察卫星1968年所摄

灵山卫城是位于今中国山东省青岛市黄岛区灵山卫街道的一座明代卫城，明洪武年间建置，后历经重修，清雍正年间裁撤。卫城城墙、衙署现已不存，仅余灵山卫城隍庙、王进士府及部分护城河遗迹。

## 历史
明洪武三十一年（1398年）五月，魏国公徐辉祖奉旨调指挥佥事朱兴筑土城以防御倭寇（一说为洪武五年魏国公徐达调指挥佥事朱兴建城），以南面海中灵山岛而得名灵山卫。永乐二年（1404年），指挥佥事郭崇重修扩建。弘治元年（1488年）再次重修。
正德六年（1511年），刘六、刘七农民起义军攻破灵山卫，杀死指挥佥事唐钺，后因胶州官军出兵而弃城转战即墨。清康熙四十八年（1709年）六月，农民起义首领杨阿大率军欲从海上登陆袭击灵山卫，但船只因暴风雨被困，派人进村觅食时被告密，灵山卫指挥佥事派营兵乡勇围剿，逮捕农民起义军19人。
雍正十三年（1735年），灵山卫裁撤，划归胶州，后改设灵山巡检司。辛亥革命以后，灵山卫故城归属山东胶县。中华人民共和国成立以后先后属胶南县、胶南市，现属青岛市黄岛区。

## 驻军官员

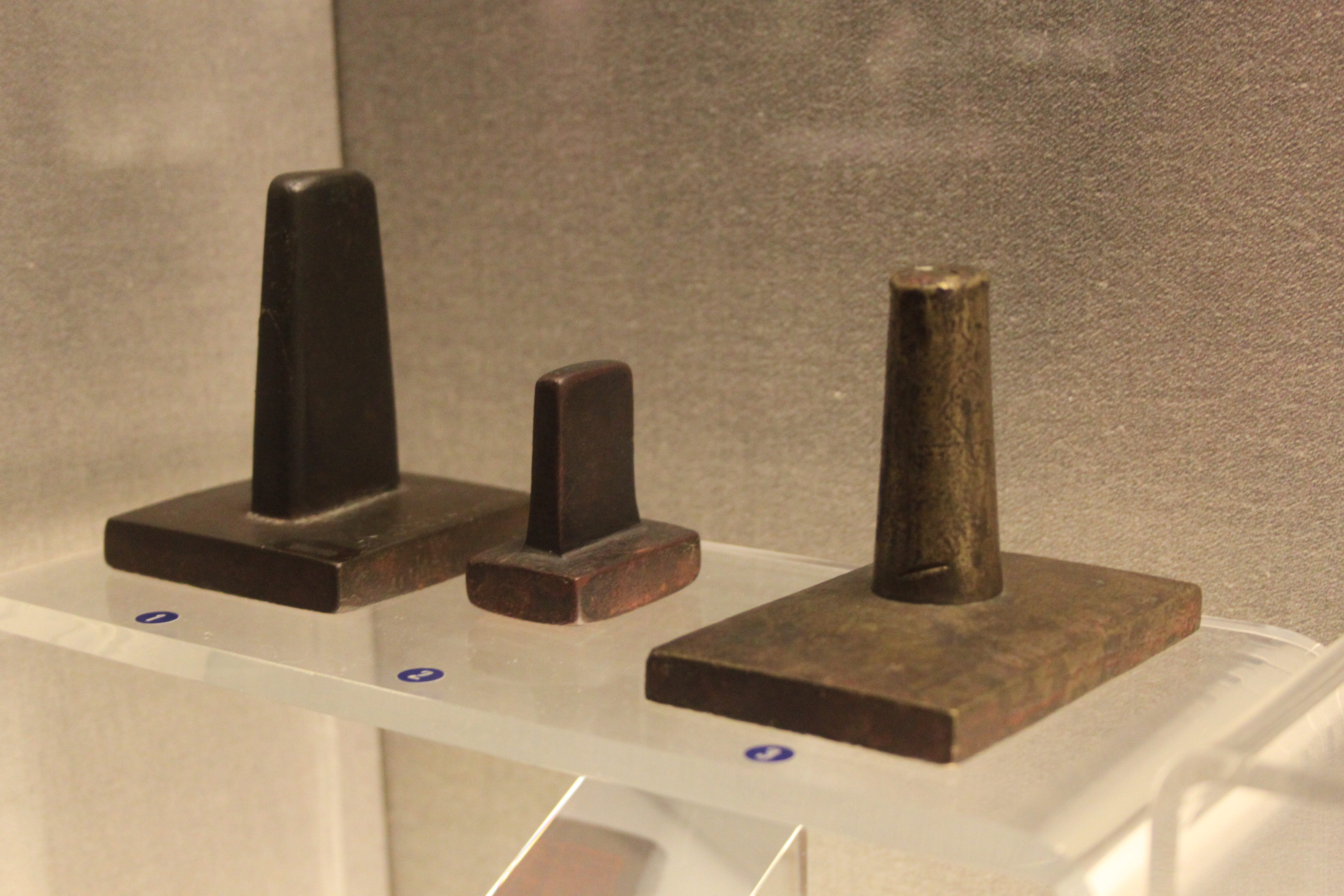
洪武三十五年灵山卫中千户所百户印（左），上海博物馆藏

明代灵山卫设指挥使5员、指挥同知4员、指挥佥事10员、卫镇抚2员、左所千户9员、左所百户10员、所镇抚2员等，均为世袭，另有经历司、仓大使等流官。下辖左、前、后3个千户所，及百户所级别的萧家寨和龙潭寨（在诸城县境内）。明代《筹海图编》记载灵山卫有京操军1213人、城守军116人、屯军287人，捕倭军191人，守墩堡军80人，墩20处，堡13处。
清代灵山卫设守备和驻防把总各一员，雍正裁撤后改设千总。乾隆《灵山卫志》记载有军户1408名，墩堡30处。

## 卫城建筑

### 城池街衢

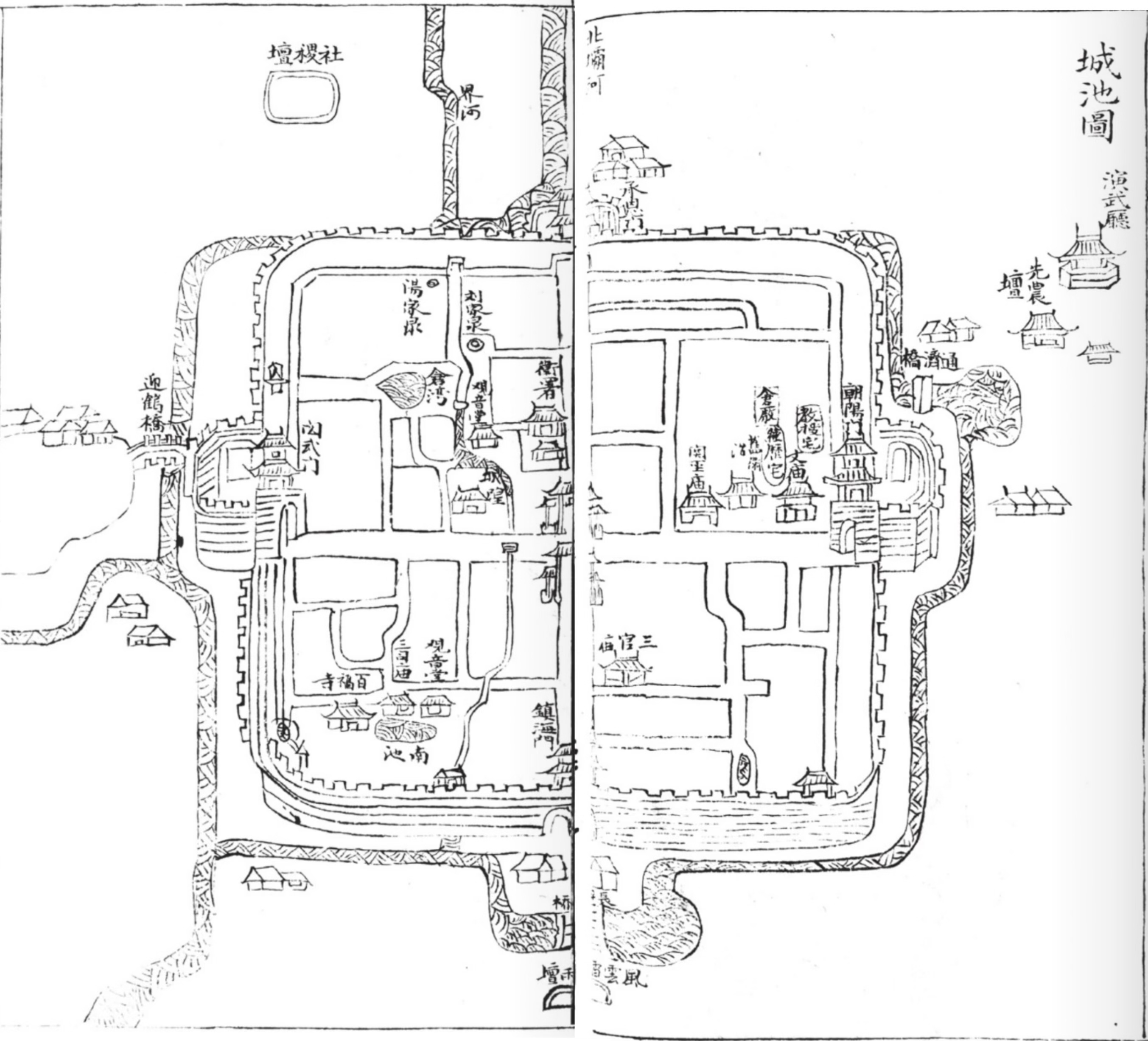
《灵山卫志》城池图

明初灵山卫初建时为土城，周长三里，城墙高二丈五尺，厚为高度之半，开城门四座，护城河深二丈五尺，宽二丈。永乐二年重修时周长增加二里，城墙包砖，城门增设城楼，后逐渐失修。弘治元年重修时将四座城门命名，东门朝阳门，西门阅武门，南门镇海门，北门承恩门。灵山卫裁撤后，城池逐渐荒废，城墙至道光年间已倾圮过半，民国初年仅剩四座城门，现仅余部分护城河遗迹。
城内主要街道为连接四座城门的十字街，分东、西、南、北四街（今灵海路、云坛路），形如棋盘。城中有界河自北水门入城，自南水门出城，汇入护城河入海。

### 衙署祠庙
灵山卫衙署原在东街，坐北朝南，大门、仪门各一间，大堂五间，后堂三间，内宅寝室三间，附属房屋若干间。后迁至北街，大门朝东，仪门朝南，各一间，大堂三间，东西房各三间，二堂三间，内宅、主房、群房共十六间。雍正十三年改为巡检司署，民国二年（1913年）裁撤，改为警察分所。另有经历司宅、驻防千总署、仓廒等。演武场在城东，设将台、堂三间。

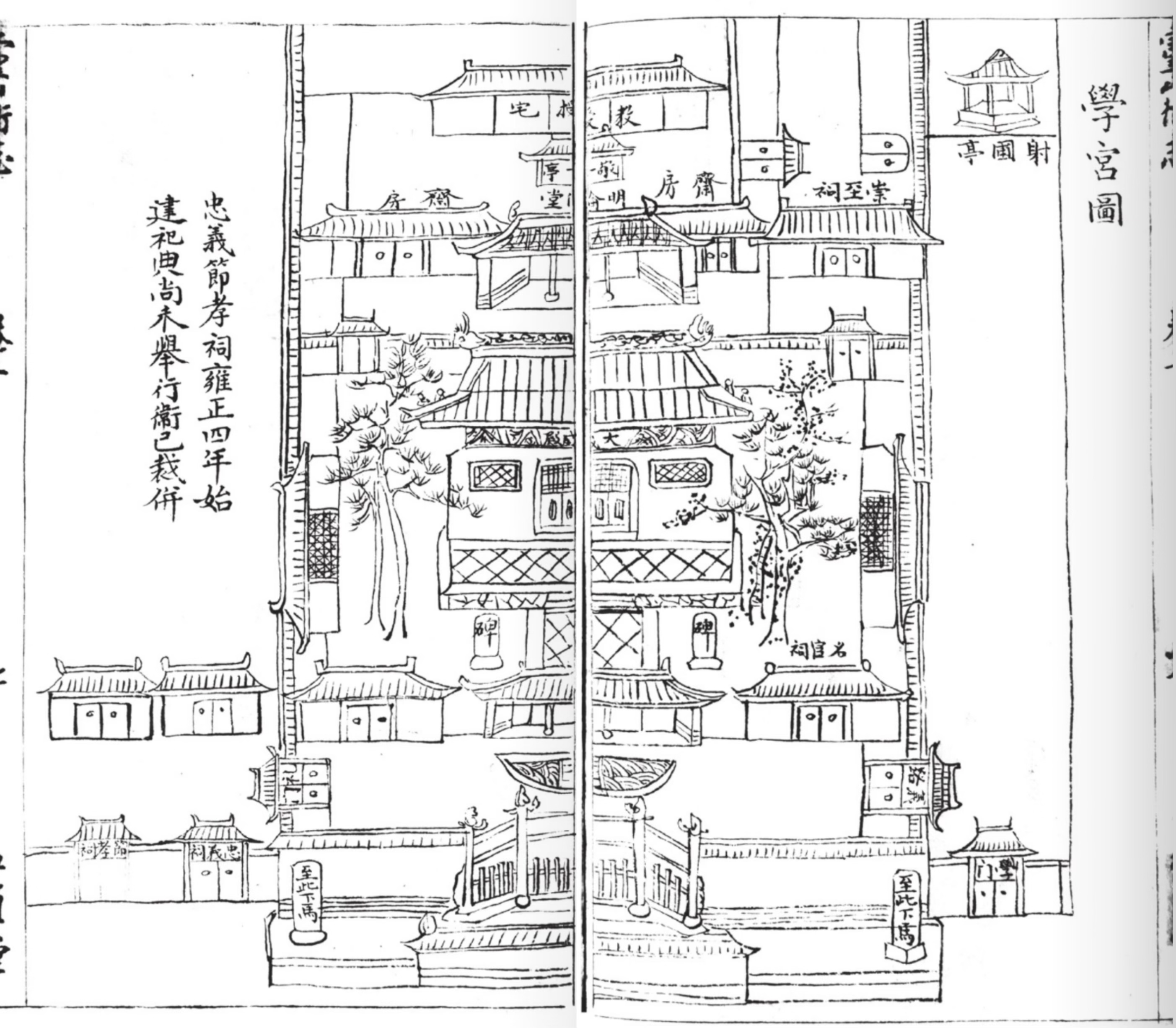
《灵山卫志》学宫图

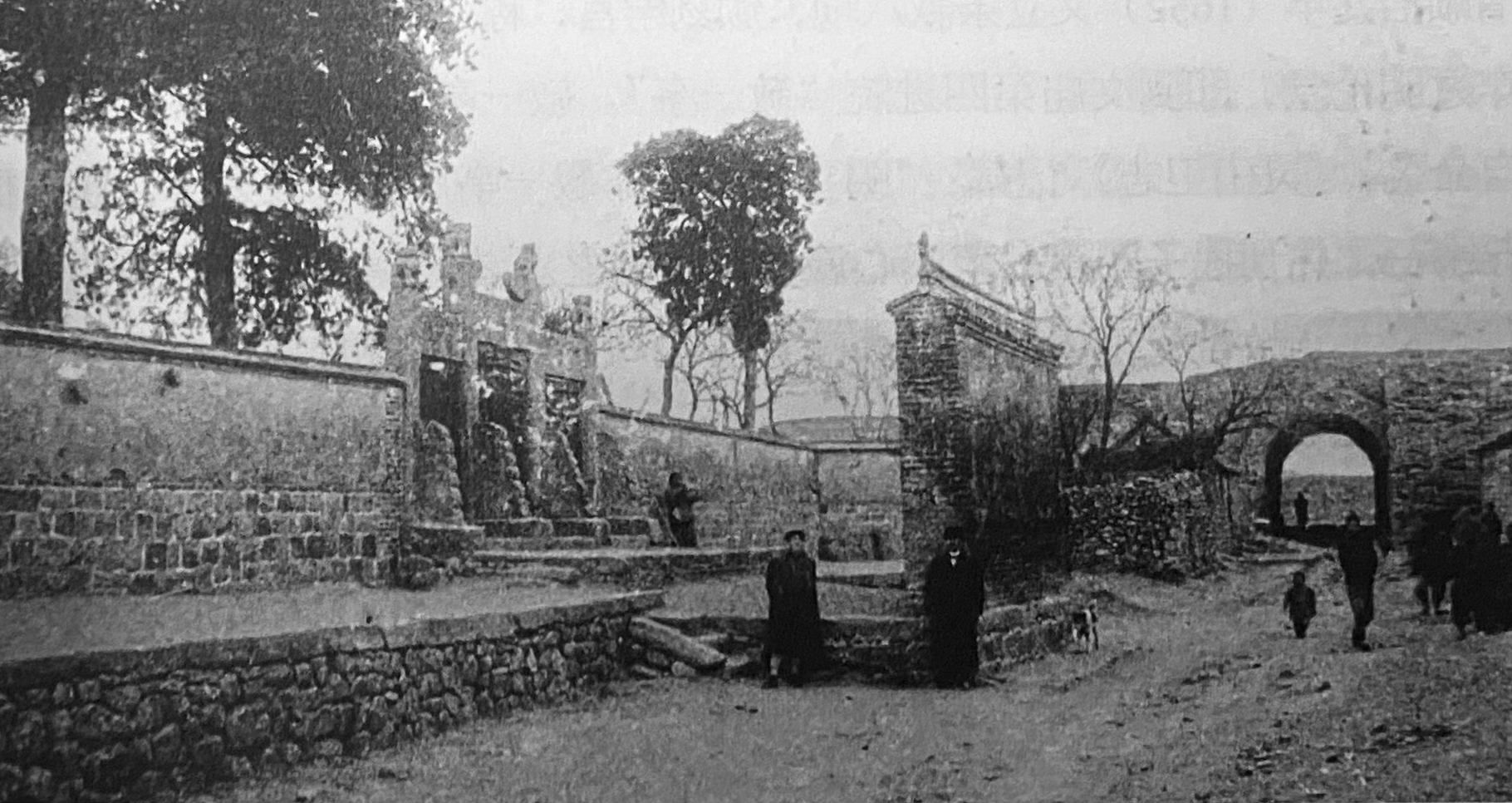
1914年的灵山卫文庙棂星门，右侧为东门朝阳门

灵山卫学宫（文庙）在旧衙署东，其中轴线建筑自前至后为棂星门三间、泮池、戟门三间、大成殿五间、明伦堂三间、敬一亭一间、教授宅十二间，两侧建筑有大成殿两庑共六间、明伦堂东西两斋、崇圣祠、名宦祠、乡贤祠、忠义节孝祠、射圃亭等。明正统元年（1436年），莱州府通判任经、指挥使萧俊创建武学，正统十年（1445年）改为儒学，最初有棂星门、泮池、戟门、大成殿、东西两庑。弘治元年（1488年），胶州知州鲁凯重修，设明伦堂、东西两斋、教授宅、礼门（《灵山卫志·艺文志》载宋汉《重修灵山卫学记》）。正德元年（1506年），指挥使龚铨重修，增加斋房五间。嘉靖十一年（1532年）建敬一亭。万历三十三年（1605年）重修明伦堂。清康熙七年（1668年）地震，教授常天祚率诸生修补复旧。康熙四十一年（1702年），教授刘景和重修东西庑、明伦堂，建启圣祠、名宦祠，修乡贤祠。康熙五十二年（1713年），守备王与槐、教授李生梓率诸生重修明伦堂。康熙五十四年（1715年），诸生重建戟门。乾隆元年（1736年），知州陈端、巡检卞宗尚重修大成殿东庑。乾隆三十一年（1766年）曾重修明伦堂（《灵山卫志·艺文志》载苏潜修《重修明伦堂记》）。乾隆五十年（1785年），胶州知州张玉树建灵山书院，在文庙后，道光十五年（1835年）知州戴屺重修。民国十一年（1922年），文庙被土匪损坏过半，后重修。现文庙已不存，原址为灵山卫小学。
城内还有城隍庙、关帝庙、玄帝庙、三官庙、三司庙、马神庙、观音阁、观音堂、福寿寺等。社稷坛在城西北，风云雷雨坛在城南，先农坛在城东。城外有朝阳寺、白云寺、太平庵。城内坊表有文林坊、柱史坊，为明嘉靖年间为江西道监察御史苏丛及其父苏林而立。桥梁有东门外通济桥、南门外长平桥、西门外迎鹤桥、西街界河小石桥等。上述建筑现存城隍庙（黄岛区保）、朝阳寺（青岛市保）、太平庵（黄岛区保）、白云寺遗址（黄岛区保），另有王进士府（黄岛区保）。

## 相关文物
清咸丰七年（1857年），灵山卫故城旁出土青铜器三件，分别为子禾子釜、陈纯釜、左关𫓼，合称“齐国三量”、“陈氏三量”、“左关三量”，为战国时期齐国量器，是研究古代度量衡史、战国史的重要文物。子禾子釜现藏于中国历史博物馆，陈纯釜、左关𫓼现藏于上海博物馆。
灵山卫中千户所百户印，为明洪武三十五年礼部造，黄铜铸造，正方形，现藏于上海博物馆。